# ألبرت جي. كامبل
ألبرت جي. كامبل هو محامي وسياسي أمريكي، ولد في 12 ديسمبر 1857 في بونتياك في الولايات المتحدة، وتوفي في 9 أغسطس 1907 في نيويورك في الولايات المتحدة. نشط حزبياً في الحزب الديمقراطي. وقد انتخب عضو مجلس نواب مونتانا ‏ وانتخب عضو مجلس النواب الأمريكي ‏.